# 杭州之江医院
杭州之江医院，即浙医一院之江院区，位于杭州市之江国家旅游度假区桕联村地块，枫桦西路与320国道交叉口西南角，2019年11月1日开业。它由西湖区人民政府投资建设，浙大一院负责日常经营管理。占地面积150亩，建筑面积17.9万平米，其中地下建筑4万平米；设计日门诊人数5000人，日急诊人数200人，年手术量2.5万台，年出入住院人数6万人，设床位1000张。作为非营利性公益性三级甲等综合性医院，门急诊、疗养康复、科研、教学等功能突出。主要科室有肝胆外科、消化内科、泌尿外科、神经外科、骨科、胸外科、呼吸内科、心内科、神经内科等。

## 交通
320国道、杭州绕城高速、之江大桥可直达。